# Yo soy Betty, la fea
Yo soy Betty, la fea är en colombiansk såpopera (från åren 1999-2001), med Ana María Orozco och Jorge Enrique Abello i huvudrollerna.

## Rollista (i urval)
- Ana María Orozco som Beatriz "Betty" Aurora Pinzón Solano
- Jorge Enrique Abello som Armando Mendoza Sáenz
- Natalia Ramírez som Marcela Valencia
- Lorna Cepeda som Patricia Fernández
- Luis Mesa som Daniel Valencia
- Julián Arango som Hugo Lombardi
- Ricardo Vélez som Mario Calderón
- Mario Duarte som Nicolás Flaminio Mora Cifuentes
- Celmira Luzardo som Catalina Ángel
- Stefanía Gómez som Aura María Fuentes
- Dora Cadavid som Inés "Inesita" Ramírez
- Paula Peña som Sofía López ex de Rodríguez
- Luces Velásquez som Bertha de González
- Marcela Posada som Sandra Patiño
- María Eugenia Arboleda som Mariana Valdés
- Jorge Herrera som Hermes Pinzón Galarza
- Adriana Franco som Julia Solano de Pinzón
- Julio César Herrera som Freddy Estewart Contreras
- Kepa Amuchastegui som Roberto Mendoza
- Talú Quintero som Margarita Sáenz de Mendoza
- Alberto León Jaramillo som Saúl Gutiérrez
- Martha Isabel Bolaños som Jennifer "Jenny" García
- David Ramírez som Wilson Sastoque
- Patrick Delmas som Michel Doinel
- Diego Cadavid som Román
- Luis Enrique Roldán som Juan Manuel Santamaría
- Pilar Uribe som María Beatriz Valencia
- César Mora som Doctor Antonio Sánchez
- Saúl Santa som Efraín Rodríguez "El Cheque"
- Scarlet Ortiz som Alejandra Zing
- Angeline Moncayo som Karina Larson
- Verónica Ocampo som Claudia Bosch
- Rubén Óliver som Miguel Robles
- Lorena de McAllister som Diana Medina
- Elías Rima Nassiff som doktor Rosales
- Carlos Serrato som Gustavo Olarte
- Alberto Valdiri som Gordito González
- Diego Vivanco som Rolando "El Chesito Su Mercé"
- Claudia Becerra som Mónica Agudelo
- Rosa Margarita Guerrero som María Claudia Botero
- Paulo Sánchez Neira som Ingeniero Ortiz